# Bungeishunjū

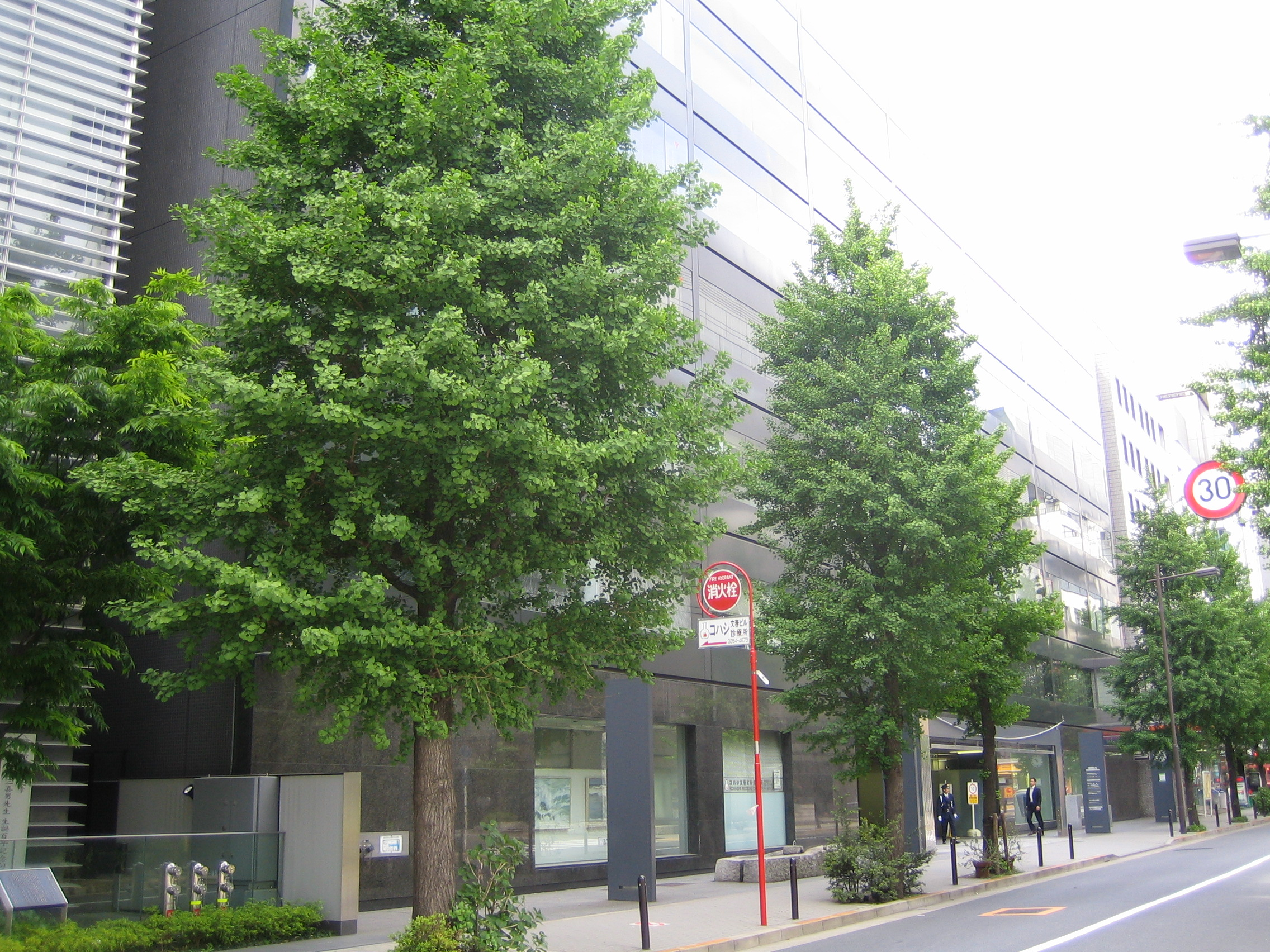
Biroul companiei din Chiyoda, Tokyo

Bungeishunjū Ltd. (株式会社文藝春秋 Kabushiki-gaisha Bungeishunjū?) (株式会社文藝春秋 Kabushiki-gaisha Bungeishunjū?), înființată în 1923, este o editură japoneză, cunoscută pentru publicarea revistei lunare Bungeishunjū. Compania a fost fondată de Kikuchi Kan. Ea acordă anual Premiul Akutagawa, una dintre cele mai prestigioase premii literare din Japonia, precum și Premiul Naoki pentru romancierii populari. De asemenea, acordă anual Premiul Bungeishunjū Manga pentru realizări în artele manga. Sediul central este în Chiyoda, Tokyo.
Compania publică Bungakukai (文學界?) (文學界?), săptămânalul Shūkan Bunshun (週刊文春?) (週刊文春?) și revista de sport Number, care prezintă opinii în domeniul politicii, culturii, literaturii și sportului. Bunshun, în special, a ajuns să fie cunoscută  prin litigiile juridice în care a fost implicată, fiind acuzată în special de presupuse încălcări ale confidențialității și defăimare; vezi, de exemplu, Mitsuo Kagawa.

## Listă de reviste
Printre revistele publicate de Bungeishunjū se află:
- Bungeishunjū (文藝春秋?) (文藝春秋 Bungeishunjū?) (publicat lunar)
- All Yomimono (オール讀物 Ōru Yomimono?) (オール讀物, Ōru Yomimono?) (publicat lunar)
- Shūkan Bunshun (週刊文春?) (週刊文春 Shūkan Bunshun?) (publicat săptămânal)
- Bungakukai (文學界?) (文學界 Bungakukai?) (revistă literară lunară)
- Crea (クレア?) (クレア Crea?) (revistă pentru femei)
- Shokun (諸君!?) (諸君! Shokun?) (revistă de opinie)
- Title (タイトル?) (タイトル Title?)
- Number (ナンバー?) (ナンバー Number?)

## Istoria companiei
Bungeishunjū a fost fondată în 1923 de către scriitorul Kikuchi Kan. Compania a fost desființată în martie 1946, dar a fost reînființată în luna iunie a aceluiași an.

## Articolul negaționist din Marco Polo
În februarie 1995 revista japoneză intitulată Marco Polo, o revistă lunară cu un tiraj de 250.000 de exemplare publicată de Bungei Shunjū, a publicat un articol al medicului Masanori Nishioka în care era negat Holocaustului:
„Holocaustul” este o invenție. Nu au existat camere de gazare pentru execuții la Auschwitz sau în orice alt lagăr de concentrare. Azi, ceea ce sunt prezentate drept „camere de gazare” în rămășițele lagărului de la Auschwitz din Polonia sunt invenții postbelice realizate de regimul comunist polonez sau de Uniunea Sovietică, care a controlat țara. Niciodată, nici la Auschwitz, nici pe vreun teritoriu controlat de germani în timpul celui de-al Doilea Război Mondial, nu a avut loc acolo „uciderea în masă a evreilor” în „camere de gazare”.
Centrul Simon Wiesenthal cu sediul la Los Angeles a instigat un boicot la adresa companiilor ce-și făceau publicitate în paginile revistelor editate de Bungei Shunjū, printre care Volkswagen, Mitsubishi și Cartier. În câteva zile, Bungei Shunjū a desființat revista Marco Polo, iar redactorul Kazuyoshi Hanada și-a înaintat demisia, așa cum a făcut și președintele Bungei Shunjū, Kengo Tanaka.

## Colaboratori și redactori
- Masahiko Katsuya (勝谷誠彦?) (勝谷誠彦 Masahiko Katsuya?)
- Takashi Tachibana (立花隆?) (立花隆 Takashi Tachibana?)